# Forza di Coulomb

La forza di Coulomb è repulsiva nel caso le cariche abbiano segno uguale, attrattiva altrimenti

In fisica, la forza di Coulomb, descritta dalla legge di Coulomb, è la forza esercitata da un campo elettrico su una carica elettrica. Si tratta della forza che agisce tra oggetti elettricamente carichi, ed è operativamente definita dal valore dell'interazione tra due cariche elettriche puntiformi e ferme nel vuoto.
Prende il nome dal suo scopritore, il fisico e ingegnere francese Charles Augustin de Coulomb (1736-1806).
Dalla legge di Coulomb si rende visibile come all'interazione elettromagnetica sia associata una forza particolarmente intensa se confrontata con l'interazione gravitazionale: la forza elettrica tra un elettrone e un protone in un atomo d'idrogeno è 1039 volte superiore rispetto alla forza gravitazionale tra le due.
Per facilitare la generazione di cariche elettrostatiche si utilizza solitamente un generatore elettrostatico; tra i più famosi si hanno l'elettroforo perpetuo ed il generatore di Van de Graaff. Lo sfruttamento pratico della forza esercitata tra le cariche elettriche avviene ad esempio con il propulsore ionico e il propulsore ionico elettrostatico, mentre il manifestarsi naturale o indotto di tale forza elettrica è visibile con l'effetto corona o il potere disperdente delle punte (tra cui i fuochi di Sant'Elmo).

## Storia
Le prime indagini su tale forza si hanno in Grecia nel 600 a.C. con Talete di Mileto e Teofrasto, e riguardano esperimenti di elettrostatica con l'ambra e la seta (o in alternativa la lana). Successivamente, studi più approfonditi presero luogo dal XVI al XIX secolo: in particolare, fino alla metà del XVIII secolo erano noti solo gli aspetti qualitativi della forza elettrica: si iniziò allora a studiarne anche le proprietà quantitative, così che si fece strada l'idea di una somiglianza con la forza di gravità. Aspetti come:
- la presenza di una costante universale indipendente dal sistema di misura adottato;
- la proporzionalità diretta con la prima potenza delle particelle puntiformi interagenti;
- la proporzionalità inversa con il quadrato della distanza.

Tra il 1777 e il 1785 fu Charles Augustin de Coulomb a provare sperimentalmente che effettivamente la forza elettrica era proporzionale all'inverso del quadrato della distanza; ma non fu il primo, dato che gli stessi esperimenti di Coulomb furono precedentemente condotti dall'inglese Henry Cavendish, il quale per la sua bizzarra personalità non pubblicò la maggior parte dei suoi lavori. Questo è stato il primo tentativo di capire il funzionamento della forza elettrica.

## Descrizione
Si considerino due cariche puntiformi interagenti, il cui valore (positivo o negativo) è indicato con {\displaystyle q_{1}} e {\displaystyle q_{2}}, nelle posizioni {\displaystyle \mathbf {r} _{1}} e {\displaystyle \mathbf {r} _{2}}. La forza di Coulomb è la forza esercitata da {\displaystyle q_{2}} su {\displaystyle q_{1}} (o, in modo opposto, da {\displaystyle q_{1}} su {\displaystyle q_{2}}), e ha l'espressione:
{\displaystyle \mathbf {F} =k\,q_{1}\,q_{2}\,{\frac {\mathbf {r} _{1}-\mathbf {r} _{2}}{\left\|\mathbf {r} _{1}-\mathbf {r} _{2}\right\|^{3}}}}
dove {\displaystyle k} è la costante di Coulomb, che è pari a:
{\displaystyle k={\frac {1}{4\pi \varepsilon _{0}}}={\frac {c_{0}^{2}\mu _{0}}{4\pi }}=c_{0}^{2}\cdot 10^{-7}\mathrm {H\ m} ^{-1}=8,987\ 551\ 787\ 368\ 176\cdot 10^{9}\mathrm {N\ m^{2}\ C} ^{-2}}
con {\displaystyle \varepsilon _{0}} la costante dielettrica del vuoto, il cui valore è:
{\displaystyle \varepsilon _{0}=8,854\ 187\ 82\cdot 10^{-12}\ \mathrm {C^{2}m^{-2}N^{-1}} }
Se {\displaystyle d=\left\|\mathbf {r} _{1}-\mathbf {r} _{2}\right\|} è la distanza tra le cariche, il modulo {\displaystyle F=\left\|\mathbf {F} \right\|} della forza è:
{\textstyle F=k{\frac {|q_{1}||q_{2}|}{d^{2}}}}
La forza tra due cariche è proporzionale al prodotto dei loro valori {\displaystyle q_{1}} e {\displaystyle q_{2}}, inversamente proporzionale al quadrato della loro distanza, ed è diretta come la congiungente {\displaystyle \mathbf {r} _{1}-\mathbf {r} _{2}} delle due cariche. Si tratta di una forza repulsiva nel caso le cariche abbiano segno uguale, attrattiva altrimenti. La forma vettoriale si ottiene sapendo che la direzione della forza è uguale alla direzione della differenza dei vettori posizione delle due cariche.
La formula può essere estesa considerando cariche in presenza di altri materiali (non nello spazio vuoto) e non puntiformi. In generale, nella formula di Coulomb deve essere inserita la permittività elettrica del mezzo che separa le due cariche.
In presenza di un dielettrico la forza di Coulomb è diminuita in rapporto alla costante dielettrica relativa {\displaystyle \varepsilon _{r}=\varepsilon /\varepsilon _{0}}, dove {\displaystyle \varepsilon } è la costante specifica del mezzo e {\displaystyle \varepsilon _{0}} la permittività elettrica nel vuoto:
{\displaystyle F={\frac {1}{\varepsilon _{r}}}\cdot k{\frac {|q_{1}||q_{2}|}{d^{2}}}}.
Si noti che {\displaystyle \varepsilon _{r}>1}, e quindi il dielettrico riduce la forza di interazione fra due cariche elettriche. La riduzione del campo elettrico è indipendente dalla massa dei dielettrici coinvolti, mentre varia con la loro disposizione spaziale. In secondo luogo, la formula di Coulomb può essere estesa a cariche non puntiformi. Le cariche non puntiformi possono essere considerate ricorrendo agli integrali.
Sperimentalmente si è verificato che la deviazione dell'esponente dal valore teorico 2 è minore di circa 10−16.

Andamento del campo elettrico e del potenziale elettrico in funzione della distanza tra le cariche (uguali o di segno opposto)

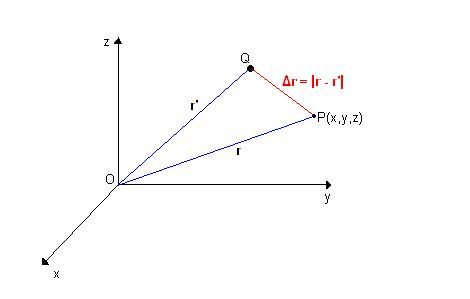
Campo elettrostatico per una carica puntiforme nello spazio

### Sistema di cariche puntiformi e caso continuo
Dato un numero n di cariche puntiformi {\displaystyle q_{i}} distribuite nello spazio, per il principio di sovrapposizione il campo elettrostatico nella posizione {\displaystyle \mathbf {r} } è dato dalla somma dei singoli contributi:
{\displaystyle \mathbf {F} (\mathbf {r} )={q \over 4\pi \varepsilon _{0}}\sum _{i=1}^{n}{q_{i}(\mathbf {r} -\mathbf {r} _{i}) \over |\mathbf {r} -\mathbf {r} _{i}|^{3}}}
dove {\displaystyle q_{i}} e {\displaystyle \mathbf {r} _{i}} sono il valore e le posizioni della i-esima carica.
In generale, per una distribuzione continua di carica si ha:
{\displaystyle \mathbf {E} _{0}(\mathbf {r} )={\frac {1}{4\pi \varepsilon _{0}}}\iiint _{\Omega }\rho (\mathbf {r} '){\frac {\mathbf {r} -\mathbf {r} '}{\left\|\mathbf {r} -\mathbf {r} '\right\|^{3}}}\operatorname {d} x\operatorname {d} y\operatorname {d} z}
dove {\displaystyle \rho (\mathbf {r} )} rappresenta la densità di carica nello spazio:
{\displaystyle \rho (\mathbf {r} )=\lim _{\Delta V\to 0}{\frac {\Delta q}{\Delta V}}={\frac {\operatorname {d} q}{\operatorname {d} V}}}
e {\displaystyle \Omega } rappresenta la regione di spazio occupata dalla distribuzione di carica.

### Campo elettrostatico nel vuoto
Nel vuoto, il campo elettrico {\displaystyle \mathbf {E} } in un punto dello spazio è definito come la forza per unità di carica elettrica positiva alla quale è soggetta una carica puntiforme, detta carica "di prova", se posta nel punto. Il vettore è quindi dato dal rapporto tra la forza elettrica agente sulla carica di prova ed il valore della carica stessa, purché la carica di prova sia sufficientemente piccola da provocare una perturbazione trascurabile sull'eventuale distribuzione di carica che genera il campo:
{\displaystyle \mathbf {E} ={\frac {\mathbf {F} }{q_{0}}}}
Il campo è indipendente dal valore della carica di prova usata, essendone indipendente il rapporto tra la forza e la carica stessa, e questo mostra che il campo elettrico è una proprietà caratteristica dello spazio. Dalla definizione si ricava che l'unità di misura del campo elettrico è {\displaystyle N/C}, che equivale a {\displaystyle V/m}.
Dalla legge di Coulomb segue che una carica {\displaystyle Q} posta in {\displaystyle \mathbf {r} '} genera un campo elettrostatico che in un punto qualsiasi {\displaystyle \mathbf {r} } è definito dalla seguente espressione:
{\displaystyle \mathbf {E} (\mathbf {r} )={\frac {Q}{4\pi \varepsilon _{0}}}{\frac {\mathbf {r} -\mathbf {r} '}{\left\|\mathbf {r} -\mathbf {r} '\right\|^{3}}}}
dove {\displaystyle \varepsilon _{0}} è la costante dielettrica nel vuoto.